# Simón García Ortega
Simón García Ortega fue un político mexicano. Fue presidente municipal de Colima en 1920 y 1924. Además se desempeñó como diputado local en el Congreso de Colima y gobernador interino a la caída del Dr. Gerardo Hurtado Sánchez en 1925. Falleció el 9 de diciembre de 1933.